# Ana Rosa (métro de São Paulo)
Ana Rosa (en portugais : Estação Ana Rosa) est une station du métro de São Paulo. C'est une station de correspondance entre la ligne 1 - Bleue et la ligne 2 - Verte. Elle est située au 505, de la rua Domingos de Morais, dans le district Vila Mariana à São Paulo au Brésil.
La station permet également des correspondances avec un terminus de bus urbains directement relié.

## Situation sur le réseau

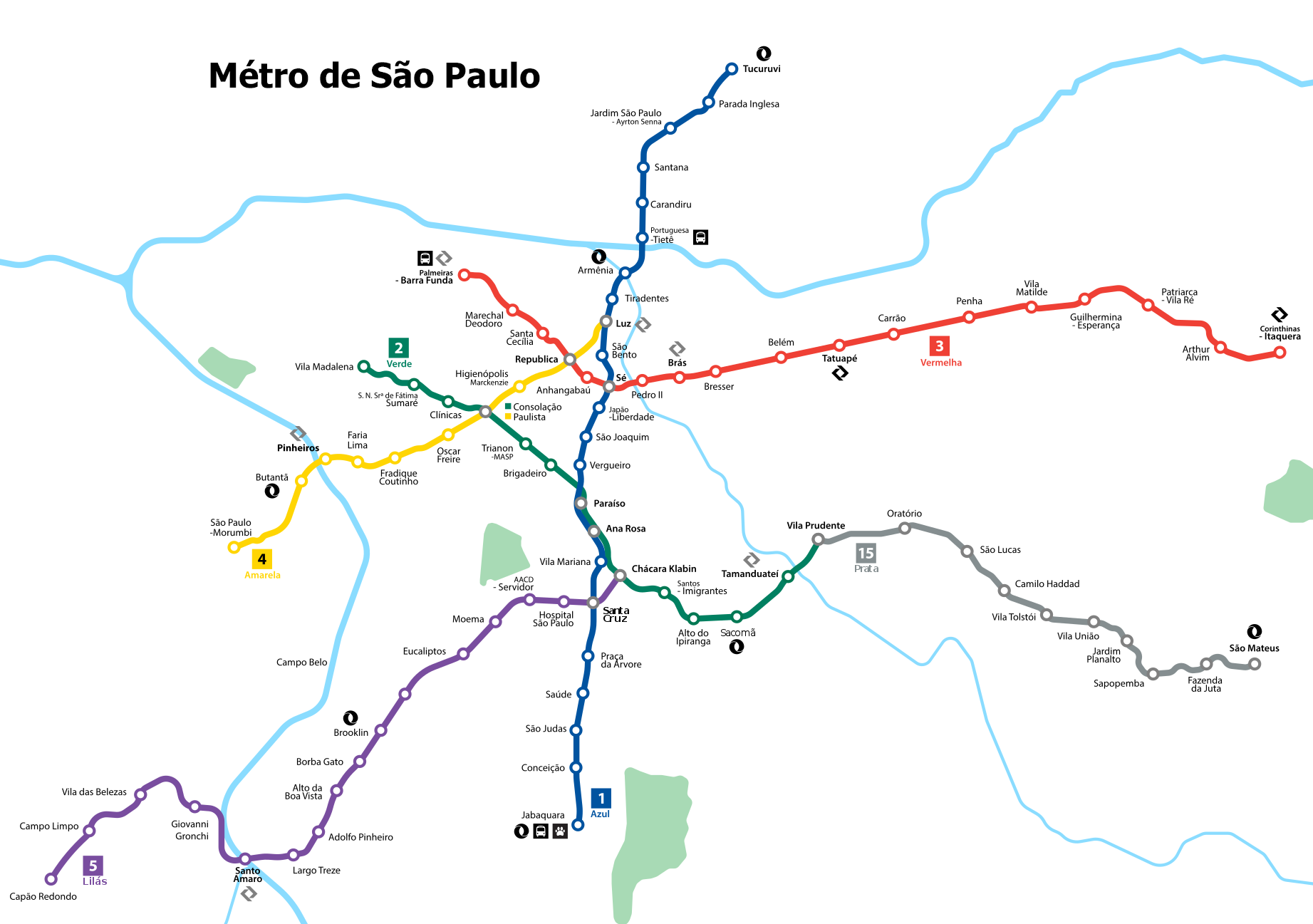
Plan du Métro de São Paulo 2020.

Établie en souterrain, la station Ana Rosa est située sur deux lignes du métro de São Paulo : sur la ligne 1 - Bleue, entre les stations : Paraíso, en direction du terminus Tucuruvi, et Vila Mariana, en direction du terminus Jabaquara ; elle est également située sur la ligne 2 - Verte entre les stations Paraíso, en direction du terminus Vila Madalena, et Chácara Klabin, en direction du terminus Vila Prudente.

## Histoire
La station Ana Rosa, de la ligne 1 - Bleue du métro de São Paulo, est inaugurée le 17 février 1975. C'est une station souterraine avec un quai central avec deux mezzanines de distribution située aux extrémités. Elle dispose d'une surface bâtie de 9 220 m2 avec une structure en béton apparent.
Le 12 septembre 1992, est inaugurée l'infrastructure dédiée à la ligne 2 - Verte, constituée également d'un quai central avec deux mezzanines de distribution à ses extrémités. Cette station de correspondance dispose d'une surface bâtie de 6 013 m2 avec une structure également en béton apparent. L'ensemble est prévu pour absorber un transit de 40 000 voyageurs par heure, en heure de pointe.
En 2003, le transit moyen est quotidiennement de 39 000 voyageurs qui se répartissent en 33 000 pour la ligne 1 - Bleue et 6 000 pour la ligne 2 - Verte.

## Services aux voyageurs

### Accès et accueil
Son accès principal est situé est situé au 505, de la rua Domingos de Morais, dans le quartier Vila Mariana. Elle est accessible aux personnes à la mobilité réduite. 

### Desserte
Ligne 1 (Bleue) :
| Ligne                         | Terminus             | Longueur (km) | Stations | Durée du voyage (min) | Opération (*)                                                       |
| ----------------------------- | -------------------- | ------------- | -------- | --------------------- | ------------------------------------------------------------------- |
| Ligne 1 du métro de São Paulo | Tucuruvi ↔ Jabaquara | 20,2          | 23       | 47                    | Tous les jours, de 4h40 à 12h32; Les samedis jusqu'à 1h le dimanche |

Installations et desserte station ligne 1 (Bleue)
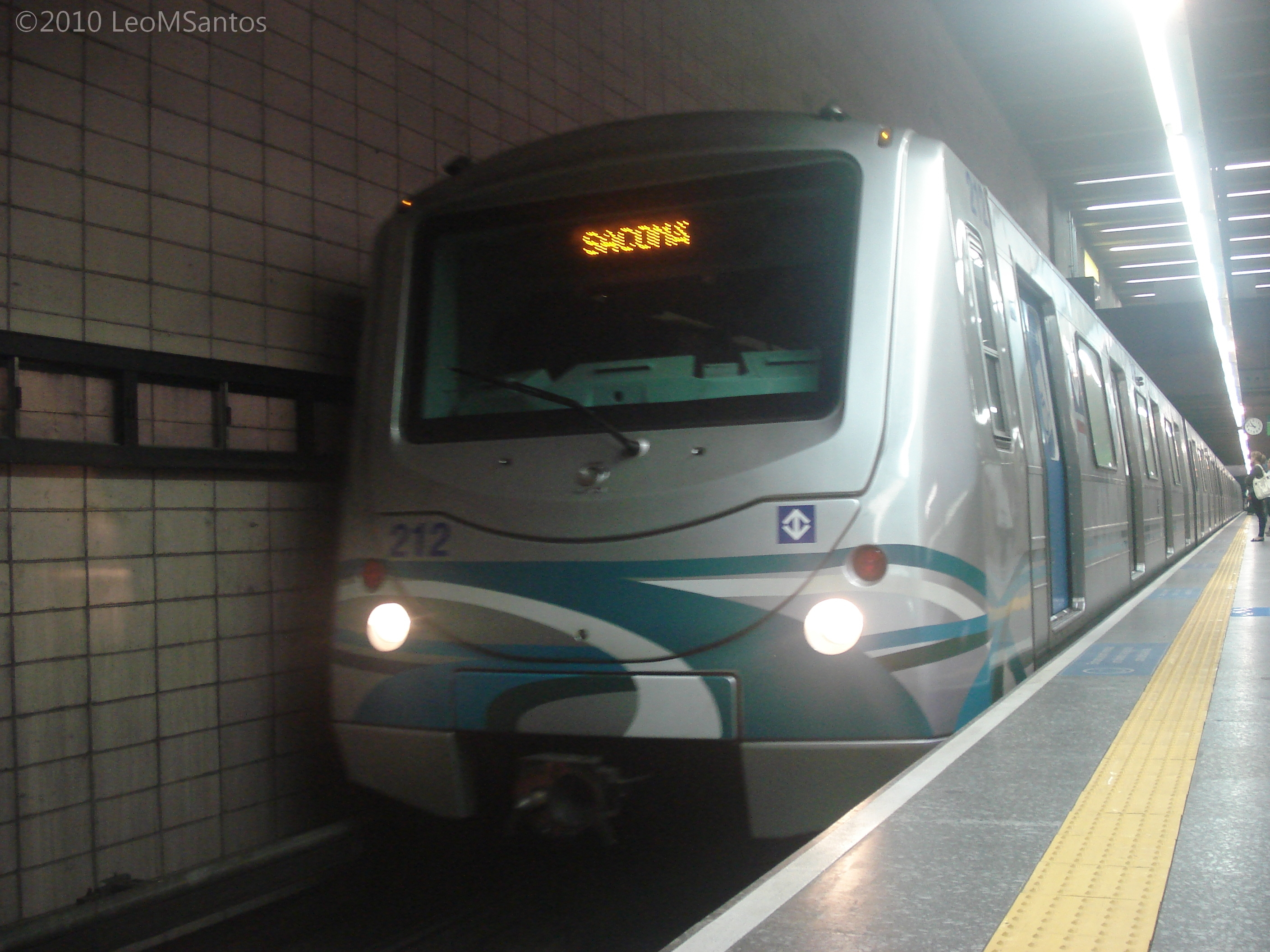

Ligne 2 (Verte) :
| Ligne                         | Terminus                      | Longueur (km) | Stations | Durée du voyage (min) | Opération (*)                                                       |
| ----------------------------- | ----------------------------- | ------------- | -------- | --------------------- | ------------------------------------------------------------------- |
| Ligne 2 du métro de São Paulo | Vila Madalena ↔ Vila Prudente | 14,7          | 14       | 28                    | Tous les jours, de 4h40 à 12h32; Les samedis jusqu'à 1h le dimanche |

Installations station ligne 2 (Verte)
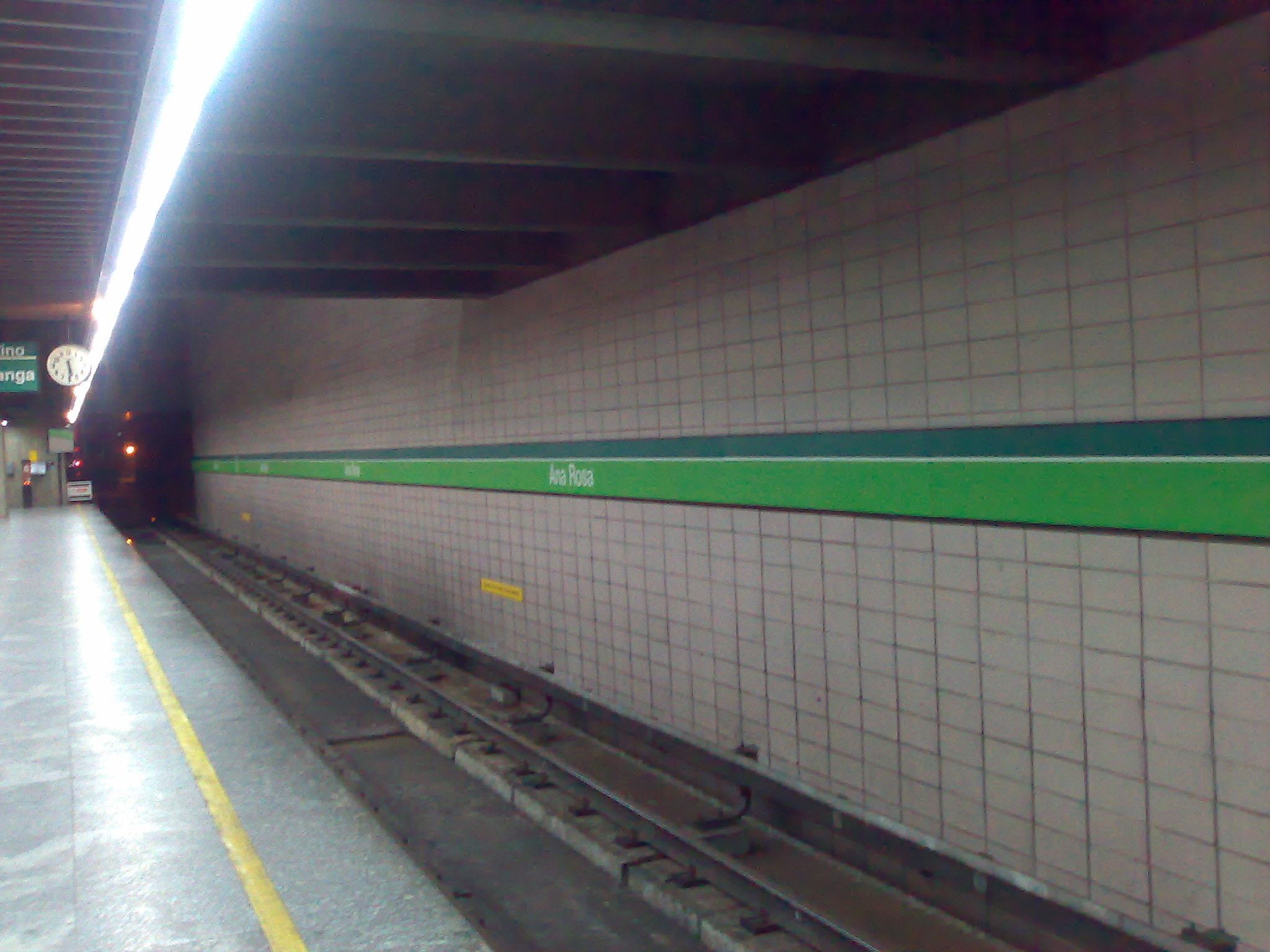
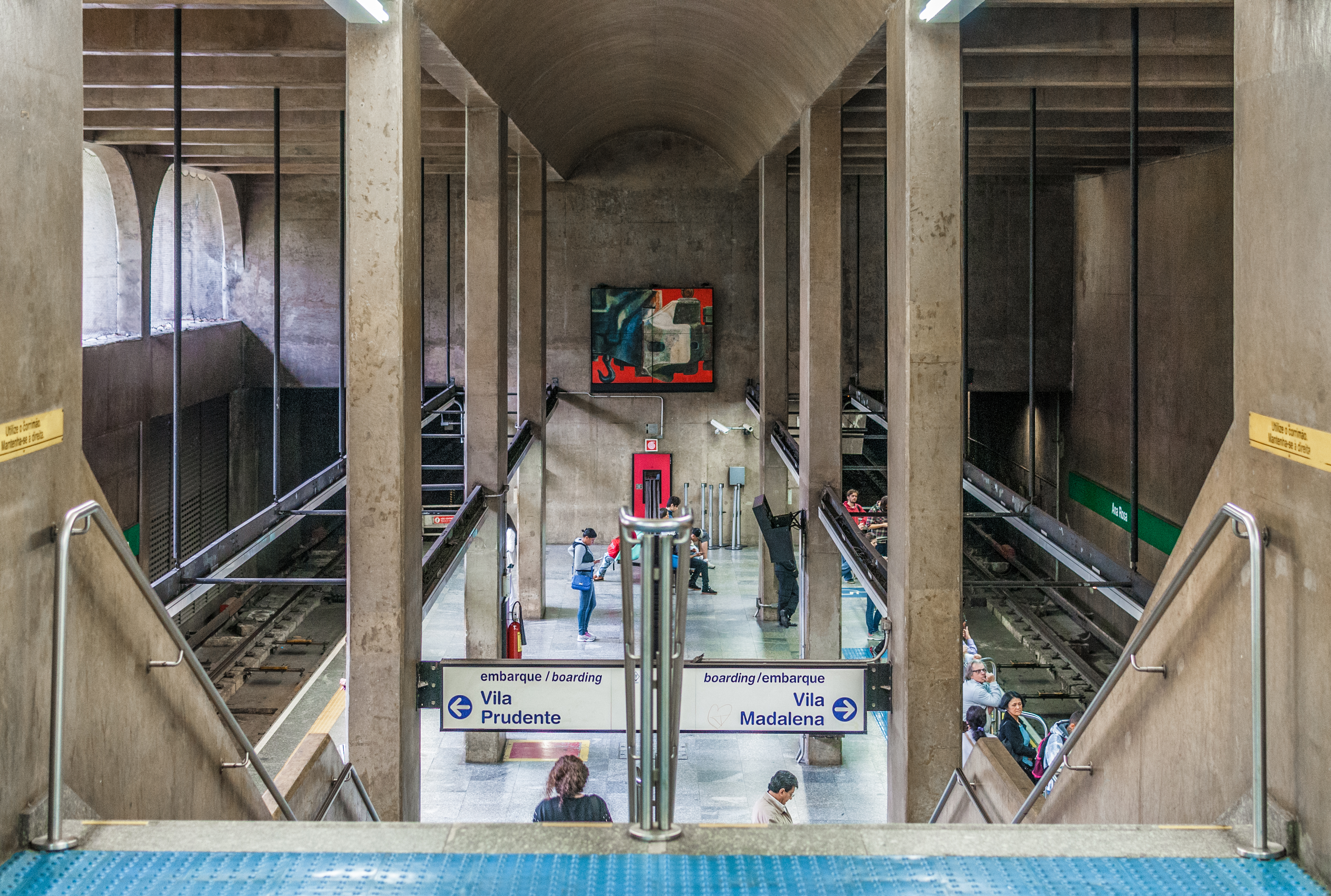
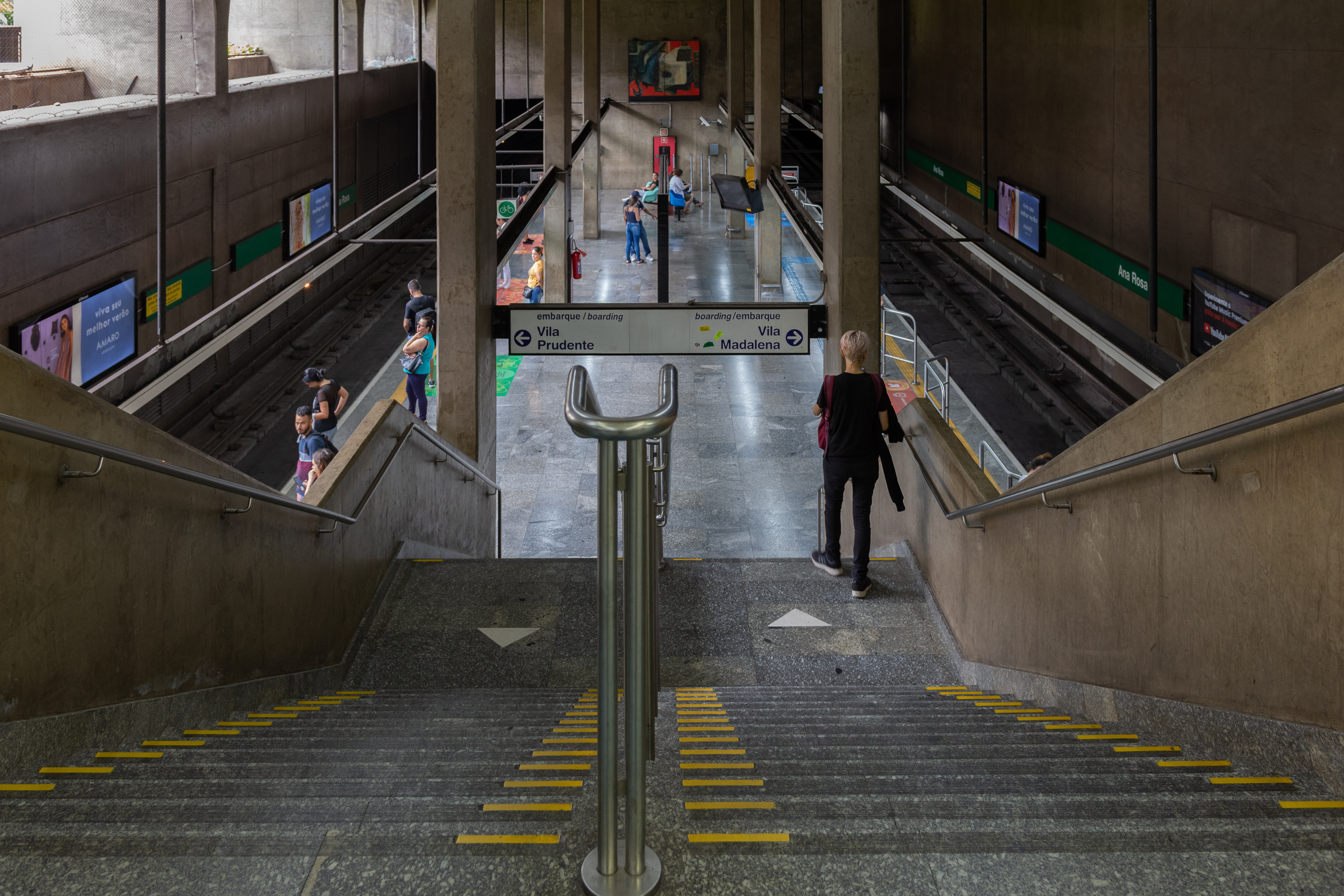

### Intermodalité
La station est en correspondance avec un terminus d'autobus urbain. 

## Art dans le métro
- "Engates Laterais", Glauco Pinto de Moraes, peinture (1992), toile et peinture à l'huile (1,90 x 2,40 m), installée sur le quai[3].
- "Figuras", Lygia Reinach, sculpture (1992), argile brûlée, 80 pièces de 1,70 m de haut, installées sur la mezzanine.
- "A Sagração da Primavera", Luiz Gonzaga Mello Gomes, panneau / sculpture (1999), (2,20 x 4,50 m), installé sur la mezzanine.

Figuras de Lygia Reinach et A Sagração da Primavera de Luiz Gonzaga Mello Gomes
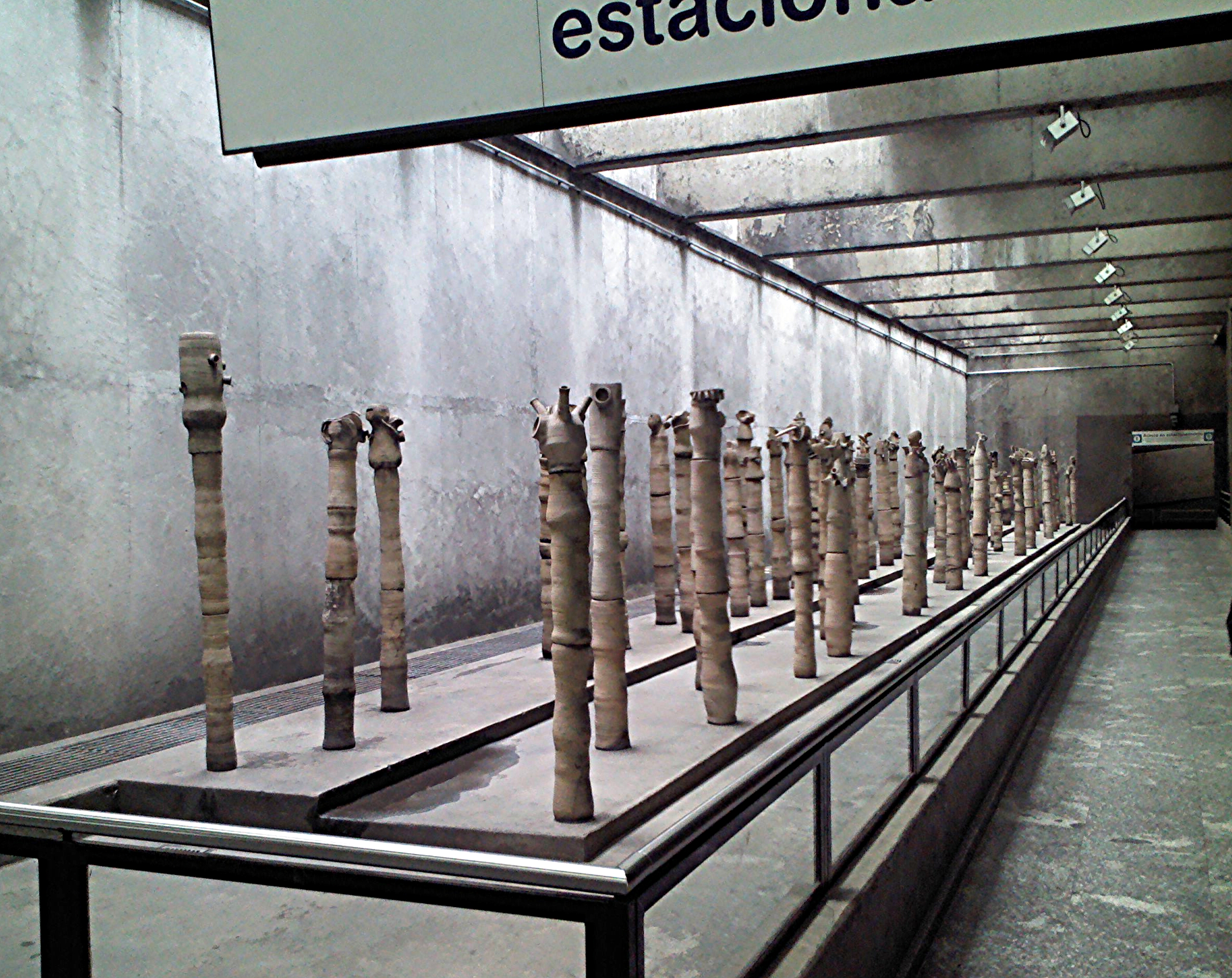
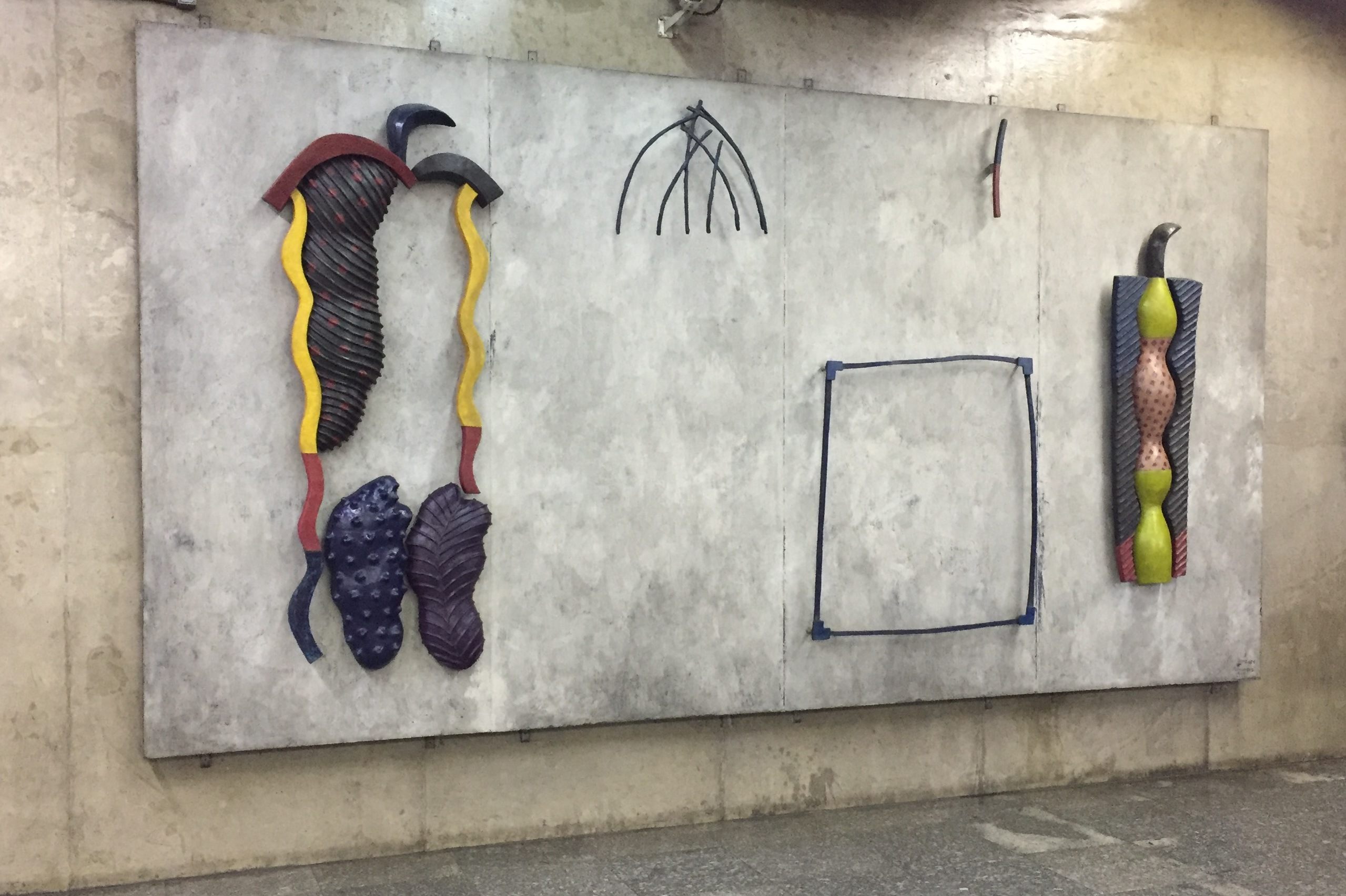

## À proximité
- Parc d'Ibirapuera
- Parc d'Aclimação
- Biennale de São Paulo
- Institut biologique
- Planétaire de São Paulo
- Musée d'Art contemporain de l'université de São Paulo
- Shopping Center Vila Mariana